# Sons of Anarchy
Sons of Anarchy (Hijos de la Anarquía) es una serie de televisión estadounidense creada por Kurt Sutter sobre la vida en un club de motociclistas (MC) que opera ilegalmente en Charming, un pueblo ficticio en el Norte de California. La serie se centra en la vida del protagonista Jackson "Jax" Teller (Charlie Hunnam), un joven miembro con rango de vicepresidente que comienza a cuestionarse sus propios actos y los de su club. En la mayor parte de su arco narrativo, Jax puede considerarse como un antihéroe, aunque cada día está más cerca de la oscuridad.
Sons of Anarchy se estrenó el 3 de septiembre de 2008 en el canal por cable FX. Durante la primera temporada consiguió una audiencia media de 5,4 millones de espectadores por semana, convirtiéndose en el programa de la cadena FX con más éxito desde Rescue Me. En 2017, la serie llega en español por primera vez en la televisión de cable en EE. UU. por NBC Universo. A partir del 31 de diciembre del 2021, Netflix deja de emitir todas las temporadas de esta serie.
En 2018 se estrenó la serie spin-off Mayans M.C. que se desarrolla en el mismo universo de Sons of Anarchy, pero centrada en la cultura mexicano-estadounidense.

## Historia

### Primera temporada
Sons of Anarchy es un club de moteros que cuenta con muchas filiales en los Estados Unidos. El local en Charming (localidad situada en el Condado de San Joaquín) es la sede original de Sons of Anarchy.
La sede en Charming se encuentra junto al taller de mecánica Teller-Morrow. Liderado por Clay Morrow (Ron Perlman), el club protege y controla en ciertos aspectos el pueblo de Charming mediante influencias en la comunidad, sobornos, violencia, extorsión y tráfico de armas. El nombre completo del club es Sons of Anarchy Motorcycle Club, Redwood Original; en ocasiones, durante la serie se abrevia en SOA, aunque frecuentemente se refieren al club como SAMCRO (acrónimo de Sons of Anarchy Motorcycle Club, Redwood Original) o Sam Crow. El sobrenombre también se refleja en el título original de la serie Forever Sam Crow (Sam Crow para siempre).
Los chalecos y chaquetas del club también se refieren a "Men of Mayhem", inscripción que llevan los que han derramado sangre por el club, Jax lleva de vez en cuando una gorra con la frase "Reaper Crew" ("Equipo del Segador o de la Parca"), y su icono que es la muerte personificada blandiendo un Fusil M16 con una guadaña ensangrentada como bayoneta y sujetando una bola de cristal con la "A" de anarquía. Otro símbolo del club es el cuervo (al menos dos personajes femeninos próximas al club llevan tatuajes de un cuervo). También es frecuente en la ropa de Jax la sudadera negra con la inscripción SAMCRO en el pecho, o camisetas con inscripción idéntica (vista en personajes como Happy). Como vehículo, los Sons conducen Harley-Davidson, principalmente el modelo Dyna 1500 super glide, y también disponen de alguna furgoneta negra para transportes de mercancías o traslados discretos de personal. Piney, el miembro de más edad de la filial de Charming, conduce habitualmente una Harley Davidson Trike, de tres ruedas.
Algunos miembros del club tienen trabajos diurnos en las industrias locales, la mayoría en el taller de reparación de Teller-Morrow, pero principalmente obtienen el dinero de la importación ilegal de armas y su venta a bandas de traficantes en el este de la bahía de San Francisco, además de la protección de los negocios locales. Asimismo, también tienen vínculos establecidos con la organización terrorista IRA a través de su filial en Irlanda del Norte.
SAMCRO mantiene a los traficantes de metanfetamina fuera de Charming, lo que les convierte en rivales de los Nords (banda neonazi que lucha por la supremacía aria) que trafican con dicha droga. También son conocidos como los Nordics y están encabezados por Ernest Darby. A diferencia de sus rivales, los Sons aceptan a una gran diversidad de ideologías, rechazando abiertamente la supremacía blanca de los Nords. SOA tiene que lidiar con los Mayans, una pandilla de moteros mexicanos asentada en Oakland liderados por Marcus Álvarez, quien controla el territorio del norte de California. Otras bandas que se cruzan con SAMCRO incluyen a la mafia chino-americana de San Francisco, liderada por Henry Lin, la familia italoestadounidense Cacuzza, el IRA Auténtico de Irlanda, que les provee de armas ilegales procedentes de Rusia. Los One-Niners, una pandilla callejera de afroamericanos (que también aparecen en la serie The Shield, lo que les encuadra en el mismo universo ficticio) a quienes también les proporcionan armas SAMCRO, y varios afiliados en prisiones estatales, donde muchos miembros son encarcelados de vez en cuando.
El club opera fuera de la sede adjunta al taller de Teller-Morrow. La sede social incluye un área residencial donde Jax vive desde que dejó su casa a su exmujer Wendy, un bar, un billar y una sala de reuniones con una mesa grabada en madera de Redwood muy elaborada con el icono de la banda (la muerte personificada). El club también posee una cabaña aislada en el bosque, habitualmente usada por Piney y un almacén a las afueras de la ciudad, donde montaban las armas ilegales. La primera temporada comienza buscando un nuevo almacén y termina con todo su presupuesto en la construcción de uno nuevo.
John Thomas Teller y Piermont "Piney" Winston fundaron SAMCRO en 1967 a la vuelta de su servicio en la sección de paracaidistas durante la guerra de Vietnam. Seis de los nueve miembros originales fueron veteranos; Clay Morrow era el más joven de los miembros originales. Después de la muerte de John en 1993, su viuda, Gemma, se casó con Clay Morrow.
El hijo de John y Gemma, Jackson (normalmente es nombrado como Jax) (su otro hijo, Tommy, murió cuando era niño por una enfermedad cardíaca congénita) es el vicepresidente del club y sucesor natural del actual presidente y cofundador, Clay Morrow. Jax se divorció recientemente de Wendy, la madre de su hijo Abel, que nació 10 semanas prematuro como resultado de la adicción a la heroína de su madre. Jax también está vinculado de manera especial con Tara, doctora en el hospital St. Thomas de Charming. Ambos fueron novios durante el instituto.

### Segunda temporada
Su producción comenzó el 23 de abril de 2009, y se estrenó el jueves 8 de septiembre de 2009 a las 22 horas (WST) Según Kurt Sutter, “Esta temporada tratará sobre alianzas internas. El gran antagonista, para mí, será un catalizador que generará una chispa en los conflictos más primitivos y profundos dentro del club. Las vidas se verán amenazadas, se formarán nuevos bandos y SAMCRO se convertirá en su propia amenaza”.
La temporada comienza con una nueva amenaza en forma de separatistas blancos de extrema derecha (en el episodio del estreno afirmaron que no apoyaban la supremacía blanca) llamada la Liga de Nacionalistas Americanos (L.O.A.N. abreviado) que llegan a Charming. Liderados por el hombre de negocios Ethan Zobelle y respaldado por un miembro de la hermandad aria, A.J. Weston, son conducidos hasta Sons of Anarchy en la ciudad de Charming, en respuesta a un grupo de constructores adinerados (uno de ellos es el hermano de Hale, el ayudante del jefe de policía) que pretenden aumentar el rango de pueblo de Charming que SAMCRO intentan mantener, mediante inversiones en centros comerciales y zonas residenciales. La pareja hace saber a Clay sus intenciones durante la fiesta de bienvenida de Bobby (tras su estancia en la cárcel) en el taller, afirmando que SOA está vendiendo armas a afroamericanos. Tras esto, como advertencia, Zobelle encarga el secuestro y violación de Gemma Teller por parte de Weston y cinco tipos más. Más adelante, la hija misma de Zobelle es quien tiende la trampa a Gemma fingiendo tener un percance con su hijo. Sin embargo, la violación de Gemma no tiene el efecto que Zobelle y Weston esperaban, ya que Gemma no revela a Clay lo ocurrido. Los únicos que saben la verdad son el Jefe de Policía Unser (que la encuentra en el lugar de los hechos), Tara (que le cura de sus heridas), y, más tarde, el ayudante del jefe de policía Hale. Debido al fracaso de la primera agresión, la liga explora otros métodos para librar a Charming de SOA. Pocos de los intentos están dirigidos directamente contra el club. En vez de esto, Zobelle y su banda intentan que el propio SAMCRO se destruya a sí mismo.
Comienza a aparecer cierta complicidad entre Gemma y Tara, incluso respeto la una por la otra. Esto se debe a la gran ayuda que ofrece Gemma en el cuidado de Abel y la ayuda que ofrece Tara tras la violación. Además, Tara y Jax reanudan su relación. Incluso Gemma le aconseja a Tara que tengan la mayor confianza posible el uno en el otro y que le pida que le cuente todo con la mayor honestidad posible para asegurar que la relación no afecte la lealtad de Jax hacia el club. Desafortunadamente, mientras Jax y Tara se van acercando, la relación entre Clay y Gemma empieza a distanciarse a causa de la violación de ésta, complicado aún más por el desconocimiento de Clay del "incidente".
Desde la cárcel, Otto Delaney pide a SAMCRO que ayude a su mujer, Luann y su estudio de cine pornográfico, que se está viniendo a pique por la extorsión que sufren sus actrices por parte de su competencia, Georgie Caruso. Jax propone que SAMCRO se asocie con el negocio de Luan ofreciendo protección tanto a ella como a sus actrices, un movimiento al que Jax acude con la esperanza de incrementar los ingresos legales del club mientras intentan levantar y renovar las fuentes que están siendo perjudicadas por Zobelle y los federales.
Opie, lucha por superar la muerte de Donna dedicándose por completo al club y, por tanto, alejándose de sus hijos. La relación de Opie con Jax también comienza a enfriarse cuando Opie, que ignora la implicación de Clay en la muerte de su mujer, comienza a fortalecer su lealtad hacia Clay. Más adelante, Opie comienza a mantener una relación con Lyla, una de las actrices porno de Luann, que es madre soltera. Esto no se ve bien desde SAMCRO, sobre todo por Tara, que creen que no es adecuado para los hijos que su padre esté con una estrella del porno.
Avivado por el papel de SAMCRO en la muerte de Donna Winston, el distanciamiento entre Clay y Jax continúa creciendo con Jax objetando la mayoría de decisiones que toma Clay. Esto repercute en el club entero. Tig, Happy y Opie se mantienen fieles a Clay, mientras que Piney, Chibs y Bobby comienzan a quedarse en el lado de Jax. Clay avisa a Jax de no dejar salir a la luz el incidente que conllevó la muerte de Donna Winston (Clay indirectamente intervino en el crimen). Cuando un coche bomba de la L.O.A.N. que casi mata a Chibs, Clay exige que SAMCRO tome represalias de inmediato. Esto es justo lo que esperaba la L.O.A.N. y varios miembros del club, incluyendo Clay, Jax, Bobby, y Tig, son arrestados en un intento de asalto para matar a Ethan Zobelle. En la cárcel, el agente federal Stahl vuelve con la intención de eliminar las conexiones entre SAMCRO y el RIRA. Aunque estos no dejan el RIRA, Stahl consigue provocar una dura pelea física entre Clay y Jax. Fuera de la cárcel, las escisiones del club cada vez son peores y cada miembro del club duda de la lealtad de los demás. Complicando aún más las cosas, las sospechas que SAMCRO tenía de las relaciones de negocios entre el RIRA y la L.O.A.N. se convierten en realidad y aumenta la presión ejercida por parte de los Mayans que están recibiendo armamento gratis por parte de la L.O.A.N. para debilitar a Sons of Anarchy. Cuando, posteriormente, Luann es asesinada presuntamente por su rival en el mundo del porno, Georgie Caruso, Clay apunta a Jax como primer responsable.
La L.O.A.N. vuelve a atacar el CaraCara quemando la nave donde está el estudio de Luann. Cuando Jax se entera del destrozo, creyendo que es culpa de Clay, decide irse de la sede local de los Sons para convertirse en nómada. Mientras, la novia de Jax, Tara, es suspendida de su trabajo como doctora en el hospital por mantener en el hospital con el objetivo de encubrirle. Todo en el club parece desmoronarse. SAMCRO cada vez tiene menos fuerza y sus rivales ganan terreno. Tras la votación unánime para dejar a Jax seguir como nómada, Gemma confiesa ante su hijo y su marido que sufrió maltratos y fue violada por Weston y los hombres de Zobelle. Esto hace reaccionar tanto a Jax como a Clay que dejan a un lado sus diferencias y se centran en planear una venganza al estilo de Jax: con inteligencia y cautela, pero sin piedad.
El miembro escocés de la banda, Filip 'Chibs' Telford, es acosado por Stahl para que le entregue al IRA. Este exige que dejen a SAMCRO limpio y protejan a su familia, la cual le fue robada por Jimmy O., líder del IRA. Jimmy extorsiona por su parte a Chibs para que no hable. Tras conocer lo que le pasó a Gemma, toda la banda se muestra muy preocupada por ella. Y empiezan a reunir las pocas armas que el bloqueo de Zobelle les ha dejado. Gemma, notablemente afectada, tiene un desliz con Tig cuando este venía a recoger su reserva personal de armas. Arrepentido por los actos que ha cometido, Tig confiesa a Opie el asesinato de su Donna y le cuenta los motivos que empujaron a Clay a intentar liquidarle. Opie, fuera de sí, va directamente a por Stahl a la que encuentra haciendo el trato con Chibs y a la que amenaza con matarla y la chantajea emocionalmente. Sin embargo, con una gran fuerza de voluntad, Opie deja viva a Stahl.
La guerra ha sido desencadenada y no dejará a ningún bando indiferente.

### Tercera temporada
Días después, Gemma se esconde en el norte en Rogue River, Oregón con Tig, mientras el club intenta poner orden en Charming. El club sigue el rastro de Cameron Hayes (que había secuestrado al hijo de Jax), pero descubre que ha salido del país. Gemma y Tig le hacen una visita al padre de ésta, Nate (Hal Holbrook) el cual padece alzheimer. Durante el funeral de Half-Sack una furgoneta con enmascarados atacan con ametralladoras. El oficial Hale es atropellado por el vehículo y muere en el acto.
Tras volar a Belfast con Abel, Cameron confiesa sus pecados al padre Kellan Ashby, un intermediario entre Jimmy O y el verdadero consejo del IRA. Ashby manda asesinar a Cameron y sugiere dar a Abel en adopción. 
Los Sons contratan un cazarrecompensas para que siga el rastro de Abel y creen que Cameron puede estar en Vancouver. SAMCRO es puesto en libertad bajo fianza por cargos por contrabando de armas pero se saltan el arresto. Mientras continúan vigilando los planes de los Mayans. SAMCRO recibe un correo electrónico anónimo con una fotografía de Cameron muerto en Belfast.
Después de que Jax hable con Jimmy O, SAMCRO cree que Abel continua en Vancouver cuando Cameron partió hacia Belfast. La relax se debilita debido a la inseguridad de Jax frente a la relación de Tara con la vida del club: Tara quiere acercarse al club, pero Jax se niega. Gemma se rinde cuando lleva a Nate a una residencia de ancianos y vuelve a Charming para ver a su nieto ignorando que ha sido secuestrado. La hermana del padre Ashby, Maureen, contacta con Gemma bajo petición de Ashby para decirle que Abel ha sido secuestrado y se encuentra en Belfast. Al enterarse de la noticia, Gemma sufre una Arritmia y se desmaya en el taller Teller-Morrow. La agente Stahl vuelve a intentar pactar con Gemma para que no vaya a la cárcel a cambio de que Tara testifique contra los irlandeses. Tara le confiesa a Gemma que está embarazada de seis semanas de Jax. Este, por su parte, llega a un trato con Stahl a las espaldas de SAMCRO. A cambio de la libertad de su madre y la liberación de los cargos de tráfico de armas que recaen en el club, Jax entregará a Jimmy O y a sus contactos del IRA. SAMCRO llega a una tregua con los Mayans y Oswald accede a transportar a los Sons a Belfast. Darby es testigo de como Jax y Tara venden medicamentos ilegales a una clínica y avisa a la policía. Unser decide no avisar a SAMCRO antes de la consecuente redada. Jax rompe con Tara y a la mañana siguiente Tara encuentra a Jax en la cama con la estrella del porno Ima.
El presidente recientemente derrocado y humillado anterior de la Calaveras MC, Héctor Salazar, comienza vigilando Jax y Tara. Después de enterarse de que John Teller tuvo un romance en Belfast que produjeron una hija, Gemma se escapa de la custodia de la policía con la ayuda de Tara y su jefe, Margaret. Tara y Lyla tanto hacer una cita en una clínica de abortos. Gemma va con SAMCRO en su viaje a Belfast para encontrar Abel, donde Jimmy O ya anticipa su llegada.
A la llegada de SAMCRO a Irlanda, SAMCRO escapa de un intento de deportación dispuesta por Jimmy O. Ashby dice a Jax que el IRA está cansado de las formas de Jimmy, y sugiere a Jax que lo mate, a cambio de Abel.
Stahl ayuda a Jax a descubrir información sobre Ashby y SAMBEL, y le advierte de no matar a Jimmy O. SAMCRO planea una sorpresa a Jimmy O en una carrera de protección, pero él es advertido y ataca a los hijos con una bomba colocada que mata a varios miembros SAMBEL. SAMCRO tortura a Liam hasta que revela que estaban enterados de los planes de Jimmy O, al igual que McGee. Jax lo mata, y poco después Clay empuja a McGee desde una azotea, se ha revelado a SAMBEL como traidores. Ashby dice a Jax el lugar donde está Abel, pero sugiere a Jax que permita que le adopten para que no sea forzado a llevar la vida del club. Jax opta por dejar al niño con la familia, hasta que Jimmy O mata a los padres adoptivos y secuestra a Abel con la intención de intercambiarlo por el paso seguro a Estados Unidos. Abel volvió con Jax después de que Ashby se ofrece como rehén a cambio del bebé, Jimmy necesita de un seguro para protegerse de los irlandeses.
Jacob Hale Jr. utiliza tácticas de intimidación para continuar con el desarrollo urbano en Casa. Salazar secuestra a Tara y Margaret en su camino a la clínica de aborto. Se le informa a Piney y a los demás que los devolverán a cambio de que el asesinato de Álvarez y $ 250 000.
Bajo la influencia de Jacob Hale Jr., el Sherriff de San Joaquín Departamento pronto asumirá el control del Departamento con la Policía. Tara ataca a la novia de Salazar y negocia la libertad de Margaret. Más tarde, la novia de Salazar muere.
Con los gastos en armas que se avecina, vuelve SAMCRO a Charming, con la tarea de encontrar Tara. Gemma amenaza con revelar el asesinato de Stahl de Edmond a menos que ella termina sus relaciones con Jax. Salazar toma como rehenes a Jacob Hale Jr., junto con Tara. Unser indica la necesidad de capturar a Salazar vivo para implicar a Hale y guardar al Departamento de Policía, pero durante un enfrentamiento, Jax mata a Salazar. En medio del caos, Stahl intencionalmente dispara a su compañera Tyler (con la cual tenía una relación)
para proteger su mentira. Opie propone matrimonio a Lyla. Ya en los EE. UU., Jimmy O busca la ayuda de los rusos para que le ayuden a escapar a Sudamérica. Stahl falsamente dice Interior que el agente Tyler disparo Edmond y admite que Gemma fue falsamente acusada.
Jax y los hijos pactan con los rusos el pago de $ 2 millones para el intercambio de Jimmy O, a pesar de que es falso el dinero. Jax dice a Stahl, la ubicación del intercambio para que pueda intervenir y detener a Jimmy, pero Jimmy se mueve a una ubicación diferente antes de que pueda. Jax le asegura que él le dará Jimmy si se reduce su pena de prisión, a lo que ella está de acuerdo. Stahl llega a la casa club para arrestar a Jimmy. Cuando Clay se pregunta cómo ella sabía que él estaba allí, Stahl indica que Jax era una rata (traidor), el club está indignado, llamando a Jax un "hombre muerto". SAMCRO es arrestado y cargado en una furgoneta de la ATF, con Jax aislado.
Unser deja a Stahl en la carretera mientras se transporta a Jimmy y le advierte de una amenaza del IRA más abajo en la carretera. Sus compañeros agentes van a investigar, dejándola sola con Unser y Jimmy. Poco después, Piney, Chibs, Opie y Kozik llegan. Chibs lr hace a Jimmy la sonrisa Glasgow, como Jax prometió que iba a pasar, y luego lo mata. Opie mata Stahl, después de recordar que ella fue responsable de la muerte de Donna, matándola de manera similar. El escenario está listo para que parezca que el IRA es responsable. En la furgoneta ATF, cuando Jax se entera de la muerte de Jimmy y Clay sonríe, al igual que el resto de SAMCRO, revelando que el club sabía del plan de Jax desde el principio. Tara, por su parte, encuentra y lee las cartas que Maureen había puesto en la bolsa de Jax. En ellas, John Teller escribe a Mo de su conciencia de la aventura de Gemma con Clay y su temor de que pronto será asesinado por los dos. La temporada termina con Jax que ya no cuestiona los motivos del club o decisiones, rechazando la visión original de su padre por SAMCRO y acepta las reglas de Clay.

### Cuarta temporada
Jax, Clay y los demás miembros encarcelados dejan la prisión de Stocktown después de 14 meses.
Durante su estancia en prisión, Jax es apuñalado por un ruso en venganza por el engaño del dinero falso en pago por Jimmy O. Para evitar más ataques de los rusos, deciden cederles el 80 % de los beneficios de las armas mientras están encerrados, además de pactar con los Mayans para tener protección.
Luego de más de un año que Jacob Hale fuera alcalde de Charming muchas cosas cambiaron, las tierras de Elliott Oswald fueron confiscadas comenzando un mega proyecto residencial urbanístico, el cuartel de policía fue tomado por el estado de California y un grupo antiterrorista opera dentro de Charming intentando obtener pruebas contra SAMCRO, el IRA, los Mayans y otros traficantes.
Al llegar al pueblo, se encuentran con un nuevo sheriff, Eli Roosevelt, oficial formado en las operaciones anti-bandas y que les advierte de que si ve a alguno de los recién salidos de prisión con el chaleco y los colores del club, lo arrestará.
Al reunirse el club, deciden que el negocio con los rusos se terminó y le ofrecen el 5 % de los beneficios por guardarles las armas mientras ellos consiguen su propio almacén. Opie se casa y durante su boda, al son de "What a wonderful world", se desatan diversas venganzas y ajustes de cuentas al más puro estilo Vito Corleone: Los rusos que guardaban las armas son tiroteados por varios SoA mientras las prueban; el jefe ruso, Puklova, es apuñalado por Jax en venganza por lo ocurrido en prisión; mientras, Otto mata al ruso que apuñaló a Jax clavándole un bisturí en el cerebro a través de la oreja.
Los SoA, con el nuevo arsenal de armas proporcionado por el IRA, empiezan a mantener contactos con un grupo de milicianos y guerrilleros mexicanos liderados por Romeo (Danny Trejo), con el que terminan contrayendo una deuda de gratitud al ayudar a Jax y Opie a escapar de un grupo de rusos que los habían secuestrado para conseguir el dinero de las armas.
Gemma encuentra las cartas que John Teller le escribió a Mo, y que esta le entregó a Jax en su viaje a Belfast. Tara también lee las cartas, y junto a Jax planean abandonar Charming y SAMCRO. Gemma teme que su hijo Jax se vuelva en su contra, y comience a investigar la muerte de su padre.

### Quinta temporada
La quinta temporada se estrenó el 11 de septiembre de 2012, donde volvió a batir récords de audiencia. La trama central de esta temporada trata sobre como Jax (ahora presidente del club) tiene que lidiar con la responsabilidad y los problemas que acarrea el mando de SAMCRO.
Quinta Temporada se basa en los problemas que acarrea las acciones de imprudentes de Tig Trager, exactamente las consecuencias de la muerte de la novia del líder de Los One-Niners e hija de Damon Pope, un empresario, político y gánster poderoso en todos los ámbitos legales e ilegales. Los hijos se ven desorientados y superados en varias ocasiones por las situaciones incómodas que se les presentan, se ve una decadencia en las actitudes de Gema que no puede encontrar el camino, esta es la primera temporada de Nero Padilla, su amante.
La trama también se basará en como Jax intenta despojar y asesinar a Clay, con el favor del club. Y de como intenta llevar a SAMCRO a rubros más seguros que el tráfico de armas con el IRA y narcóticos ilegales.
El 4 de diciembre del mismo año se emitió el último capítulo de la temporada.

### Sexta temporada
La sexta temporada se estrenó el 10 de septiembre de 2013 batiendo de nuevo audiencias con 6 millones de espectadores en Estados Unidos. Siendo su primer episodio víctima de una tremenda polémica ya que la última escena es un niño entrando en un colegio y matando a varios de sus compañeros. Consta de 13 episodios.

### Séptima temporada
La séptima temporada se estrenó el 9 de septiembre de 2014, batiendo nuevamente récords de audiencia en Estados Unidos y doblando los resultados en su episodio final. Consta de 13 episodios.
El futuro de Samcro se decidirá en esta séptima y última temporada. En esta temporada podemos ver a Marilyn Manson interpretando a Ron Tully, un convicto que es un prestigioso miembro de la hermandad de la supremacía blanca, al que Jax Teller utilizará para expandir la base de su poder. En vista de los últimos acontecimientos, todo parece indicar que este viaje va a estar lleno de violencia. Más aún de la que ya hemos visto hasta ahora.

## Episodios
| Temporada | Episodios | Estreno de temporada     | Final de temporada      | Audiencia    | Estreno en DVD        |
| --------- | --------- | ------------------------ | ----------------------- | ------------ | --------------------- |
| 1.ª       | 13        | 3 de septiembre de 2008  | 26 de noviembre de 2008 | 2,2 millones | 18 de agosto de 2009  |
| 2.ª       | 13        | 8 de septiembre de 2009  | 1 de diciembre de 2009  |              | 31 de agosto de 2010  |
| 3.ª       | 13        | 7 de septiembre de 2010  | 30 de noviembre de 2010 | 3,2 millones | 30 de agosto de 2011  |
| 4.ª       | 14        | 6 de septiembre de 2011  | 6 de diciembre de 2011  |              | 28 de agosto de 2012  |
| 5.ª       | 13        | 11 de septiembre de 2012 | 4 de diciembre de 2012  | 4,4 millones | 27 de agosto de 2013  |
| 6.ª       | 13        | 10 de septiembre de 2013 | 10 de diciembre de 2013 | 4,6 millones | 26 de agosto de 2014  |
| 7.ª       | 13        | 9 de septiembre de 2014  | 9 de diciembre de 2014  | 4,4 millones | 24 de febrero de 2015 |

## Reparto
Sons of Anarchy narra la vida de la familia Teller-Morrow en la población de Charming junto con la de otros miembros del club, sus familias, ciudadanos de Charming y varios rivales y aliados que minan y apoyan a los negocios legales e ilegales de SAMCRO.
| Personaje                   | Actor             | Temporadas | Temporadas | Temporadas | Temporadas | Temporadas | Temporadas | Temporadas |
| Personaje                   | Actor             | 1          | 2          | 3          | 4          | 5          | 6          | 7          |
| --------------------------- | ----------------- | ---------- | ---------- | ---------- | ---------- | ---------- | ---------- | ---------- |
| Jackson "Jax" Teller        | Charlie Hunnam    | Principal  | Principal  | Principal  | Principal  | Principal  | Principal  | Principal  |
| Gemma Teller Morrow         | Katey Sagal       | Principal  | Principal  | Principal  | Principal  | Principal  | Principal  | Principal  |
| Robert «Bobby Elvis» Munson | Mark Boone Junior | Principal  | Principal  | Principal  | Principal  | Principal  | Principal  | Principal  |
| Alexander «Tig» Trager      | Kim Coates        | Principal  | Principal  | Principal  | Principal  | Principal  | Principal  | Principal  |
| Philip «Chibs» Telford      | Tommy Flanagan    | Principal  | Principal  | Principal  | Principal  | Principal  | Principal  | Principal  |
| Kip «Half-Sack» Epps        | Johnny Lewis      | Principal  | Principal  |            |            |            |            |            |
| Tara Knowles-Teller         | Maggie Siff       | Principal  | Principal  | Principal  | Principal  | Principal  | Principal  |            |
| Clarence «Clay» Morrow      | Ron Perlman       | Principal  | Principal  | Principal  | Principal  | Principal  | Principal  |            |
| Harry «Opie» Winston        | Ryan Hurst        | Recurrente | Principal  | Principal  | Principal  | Principal  |            |            |
| Piermont «Piney» Winston    | William Lucking   | Recurrente | Principal  | Principal  | Principal  |            |            |            |
| Juan Carlos «Juice» Ortiz   | Theo Rossi        | Recurrente | Principal  | Principal  | Principal  | Principal  | Principal  | Principal  |
| Wayne Unser                 | Dayton Callie     | Recurrente | Recurrente | Principal  | Principal  | Principal  | Principal  | Principal  |
| Wendy Case                  | Drea de Matteo    | Invitado   |            |            | Invitado   | Invitado   | Invitado   | Principal  |
| Happy Lowman                | David LaBrava     | Recurrente | Recurrente | Recurrente | Recurrente | Recurrente | Recurrente | Principal  |
| George «Ratboy» Skogstrom   | Niko Nicotera     |            |            |            | Recurrente | Recurrente | Recurrente | Principal  |
| Neron «Nero» Padilla        | Jimmy Smits       |            |            |            |            | Invitado   | Principal  | Principal  |

## Banda sonora
En la banda sonora de la serie se pueden encontrar canciones notables incluyendo las versiones que Bobby hace de Elvis, la versión de "Son of a Preacher Man" de la estrella Katey Sagal, "Hard Row" de Black Keys que suena durante el inicio del primer episodio, "Can't Get Used to Losing You" de Andy Williams, una versión de "Forever Young" de Audra Mae, "Comin Home" de Murder by Death, "Hell" de The Upsidedown, y la canción de blues "John the Revelator" de Stigers & The Forrest Rangers. El nuevo tráiler de la temporada 2009 recoge "Son's Gonna Rise", de Citizen Cope. Y ya en la tercera temporada encontramos al final del primer capítulo, titulado "So", la canción "Dad´s gonna kill me" de Richard Thompson.
Cinco canciones de la serie se encuentran disponibles en un EP en iTunes. Se llama Sons of Anarchy: North Country - EP.
1. Curtis Stigers & the Forest Rangers, "This Life (Tema de Sons of Anarchy)" - 2:22
2. Anvil and Franky Pérez, "Slip Kid" - 3:49
3. Curtis Stigers & the Forest Rangers, "John the Revelator" - 5:34
4. Audra Mae & the Forest Rangers, "Forever Young" - 3:13
5. Lions, "Girl from the North Country" - 4:11

También se encuentra disponible el EP de la segunda temporada. Se llama Sons of Anarchy: Shelter - EP.
1. Katey Sagal, "Ruby Tuesday"
2. Lyle Workman & The Forest Rangers, "Fortunate Son"
3. Billy Valentine & the Forest Rangers, "Someday Never Comes"
4. Battleme, "Burn This Town"
5. Paul Brady & The Forest Rangers, "Gimme Shelter"

En la cuarta temporada, ya acabada, han sido destacadas varias canciones. En el primer episodio de esta cuarta temporada encontramos una versión de What a wonderful world por Alison Mosshart & The Forest Rangers. Otra de las canciones más comentadas ha sido "Los tiempos van cambiando", una versión en castellano de la famosa canción The Times They Are A-Changing de Bob Dylan, esta vez interpretada por Franky Pérez & The Forest Rangers. En el último capítulo ha sido muy elogiada la última canción de la temporada: The house of the rising sun, canción que se hizo famosa en los años 60 por la banda The Animals y en la serie es interpretada por The White Buffalo & The Forest Rangers.
En la sexta temporada encontramos también una versión de la famosa canción de blues Sitting on top of the world, interpretada por Chris Goss y de nuevo The Forest Rangers.